# Roger Manderscheid
Roger Manderscheid (Itzig, 1 de març de 1933 – 1 de juny de 2010) fou un escriptor luxemburguès. Al llarg de la seva carrera va adjudicar-se el Premi Batty Weber, el 1990, en reconeixement de la seva obra literària, així com la primera edició del Premi Servais, el 1992, per la seva obra De Papagei um Käschtebam.

## Obres principals
- Der taube Johannes. Erzielungen, Luxemburg: Luja-Beffort, 1963.
- Die Glaswand. Hörspill, Esch-Uelzecht, 1966.
- Statisten: 3 Hörspiller. Radiografie, Buergbesichtegung, Papiertiger, Esch-Uelzecht, 1970.
- Die Dromedare. Luxemburg; Esch-Uelzecht. 1973.
- Stille Tage in Luxemburg: Luxemburg, 1975.
- Schrott, Déifferdang, 1978.
- Leerläufe mit Zeichnungen von Anna Recker, Esch-Uelzecht, 1978.
- Ikarus. Luxemburg, 1983.
- Rote Nelken für Herkul Grün, Iechternach, 1983.
- Mam Velo bei d'Gëlle Fra: Luxemburg, 1986.
- Schacko Klak: Biller aus der Kandheet (1935-1945), Iechternach, 1988.
- Hannerwëtz mat Bireschnëtz / Lëtzebëtz, Esch/Sauer, 1991.
- De Papagei um Käschtebam: Zeenen aus der Nokrichszäit, Iechternach, 1991.
- Mein Name ist Nase: Geschichten aus dräi Joerzéngten, Iechternach, 1993.
- Zwee Gedichter: e Buch aus Eisen v. Jeannot Bewing, 1994.
- Feier a Flam. Iechternach, 1995.
- Papier libre. Lisboa, 1998.
- Summa summarum: Gedichter aus engem vergangene Joerhonnert, Iechternach, Ed. Phi., 2000.
- BUZZ-Kalenner fir Kanner 2001, Nouspelt, ultimomondo, 2000.
- schwarze engel. Geschichten, Nouspelt, ultimomondo, 2001.
- D'Magali flitt an den Himmel, Nouspelt, ultimomondo, 2001.
- Polaroid: Esch-Uelzecht, Ed. Phi, 2002.
- Kasch - E genie verschwënnt an der Landschaft. roman fir de jeannot bewing, ultimomondo 2005.
- Der sechste Himmel, Gollenstein Verlag, 2006
- ech fléie wann dee schluet eriwwer ass / schrëftbiller, amb text de Guy Rewenig. Centre Nacional de Literatura (18 de març al 8 de maig de 2009). Éditions ultimomondo, 2009, 108 S. ISBN 978-2-919933-52-5

Kuckt och: Bibliographie BNL  Arxivat 2017-01-11 a Wayback Machine.

## Filmografia
- Stille Tage in Luxemburg, (Guionista i actor) (TV) 1973